# اچ‌ام‌اس بورفورد (۱۶۷۹)
اچ‌ام‌اس بورفورد (۱۶۷۹) (به انگلیسی: HMS Burford (1679)) یک کشتی بود که طول آن ۱۵۲ فوت ۴ اینچ (۴۶٫۴ متر) بود.